# Oshkosh L-ATV
El Oshkosh L-ATV (Light Combat Tactical All-Terrain Vehicle, vehículo todoterreno táctico de combate ligero) es un vehículo utilitario ligero/multifuncional de combate que ganó el programa militar de Joint Light Tactical Vehicle (JLTV) organizado por el ejército de Estados Unidos. En las primeras etapas del programa, se sugirió que JLTV reemplazaría al vehículo de ruedas multipropósito Humvee uno por uno. Ahora se sugiere que el JLTV reemplazará parcialmente al Humvee, no lo reemplazará de forma comparable.
El L-ATV fue diseñado para ofrecer un nivel de protección comparable al de los diseños de clase de protección contra emboscadas y resistentes a las minas (MRAP), más pesados y menos maniobrables, estos tienen más protección contra explosiones que los Humvee blindados para reemplazar en operaciones desplegadas.
El 25 de agosto de 2015, el L-ATV fue seleccionado como ganador del programa JLTV. El primer pedido de entrega de JLTV se realizó en marzo de 2016 y el ejército de EE. UU. encargó 657 ejemplares. Los requisitos generales han fluctuado, pero en enero de 2022, Micheal Sprang, director del proyecto JLTV, afirmó que eran: Ejército: 49.099 (esta cifra se ha mantenido relativamente constante); Cuerpo de Marines: 12.500 (aprox.); Fuerza Aérea – 2000 (depende de la financiación); Marina (aprox. 400).
El Ejército recibió sus primeros siete JLTV para probar a finales de septiembre de 2016, afirmó el coronel Shane Fullmer, director del proyecto JLTV en una conferencia de prensa de AUSA 2016.
Además de Estados Unidos, otras tres naciones operan actualmente el JLTV y cuatro más tienen JLTV en orden.